# Skieblewo
Skieblewo (biał. Скеблева, lit. Skieblevas) – wieś w Polsce położona w województwie podlaskim, w powiecie augustowskim, w gminie Lipsk.
W okresie II RP siedziba wiejskiej gminy Kurjanka w powiecie augustowskim. W latach 1975–1998 miejscowość administracyjnie należała do województwa suwalskiego.
Pod Skieblewem w czasie powstania styczniowego, 25 września 1863, oddział pod dowództwem Wiktora Augustowskiego stoczył przegraną bitwę z wojskami rosyjskimi. Była jedna z ostatnich większych potyczek powstańczych w guberni augustowskiej. W miejscu mogił powstańczych znajduje się pomnik w postaci głazu na betonowej podstawie z krzyżem, ufundowany przez Towarzystwo Przyjaciół Lipska.